# Schaduff
Der Schaduff (arabisch شادوف, DMG šādūf) auch Schaduf,   ist ein Bewässerungsgerät, das sehr frühzeitig in den Gärten des Alten Ägyptens und Mesopotamiens zum Einsatz kam.

## Beschreibung und Funktionsweise

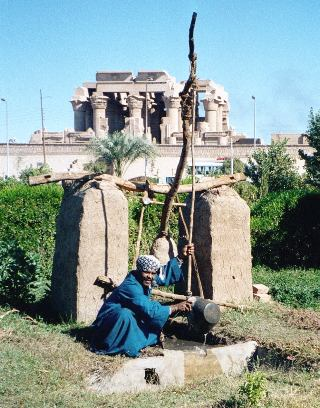
Schaduff (Kom Ombo)

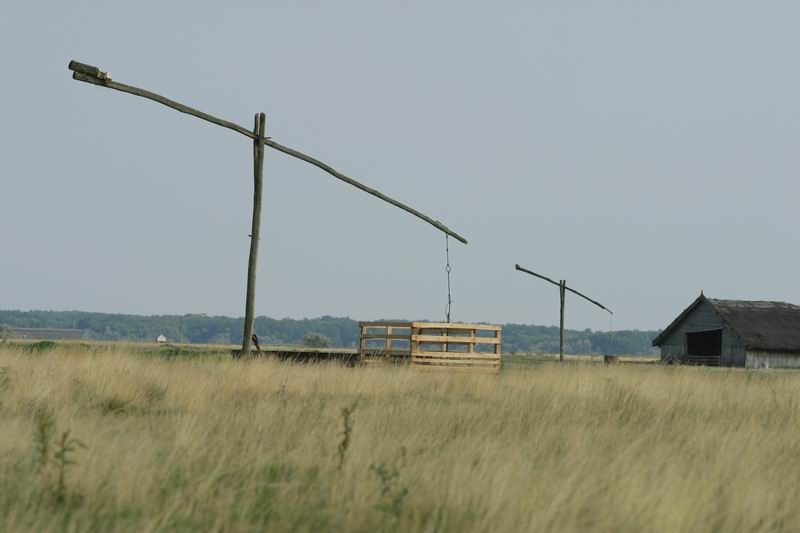
Ein Ziehbrunnen in der Puszta zur Versorgung der Viehherden

Ein Schaduff besteht aus einer Stange, die auf einer Stütze ruht und an ihrem längeren Ende an einem Seil den zu füllenden Wasserbehälter trägt. Der Arbeiter hebt das kurze Ende, an dem ein Gegengewicht befestigt ist, und lässt den Eimer ins Wasser nieder. Dann drückt er auf das Gewicht, und der gefüllte Eimer geht wieder hoch, um sich in das Wasserbecken zu ergießen, von dem aus die Gräben und Kanäle das Wasser für die Felder und Gärten erhalten. Häufig wurde eine etwas abgeänderte Vorrichtung auch durch ein Zugtier, einen Esel oder Ochsen, in Betrieb gesetzt. Der Eimer senkt sich infolge seines Eigengewichts, dann zieht ihn das Tier an einem Strick, der waagerecht über eine Rolle läuft, wieder empor. Der Eimer entleert sich ins Grabenbecken und fällt dann wiederum von selbst in den versorgenden Fluss hinab, wenn das Tier an seinen Ausgangspunkt zurückkehrt.

## Verwendung
Sowohl im Alten Ägypten wie auch in Mesopotamien waren Schaduffs für die Entwicklung der Gartenkunst und der Feldbewässerung eine wesentliche Voraussetzung. Die Arbeit des Wasserschöpfens war die arbeitsintensivste. Dies verdeutlicht eine Textpassage aus der Lebenslehre des Cheti eines Schriftstellers aus der 12. Dynastie um 1800 v. Chr.:
Der Gärtner trägt das Joch;

seine Schultern sind wie vom Alter gebeugt.

Er hat so viele Geschwüre auf seinem Nacken,

dass dieser einer eitrigen Wunde gleicht.

Des Morgens begießt er das Gemüse

und am Abend die Schat-Pflanzen,

wobei er den ganzen Tag im Obstgarten verbringt

Dann fällt er todmüde um,

und das gilt für ihn mehr als in jedem anderen Beruf
Diese Mühsal erleichterte sich etwas mit der Entwicklung des Schaduffs. Insbesondere in den frühen Hochkulturen des Fruchtbaren Halbmonds konnten durch intensive Anwendung von Bewässerungstechniken die landwirtschaftliche Produktion so deutlich gesteigert werden, dass auch eine merkliche Zunahme der Bevölkerung möglich war. Nach demselben Prinzip funktionieren bis heute einige Ziehbrunnen in der ungarischen Puszta.
Andere traditionelle Geräte zur Bewässerung der Nilufer in Ägypten und Nubien waren neben dem Schaduff: Tambur, eine archimedische Schnecke; Tabut, ein durch die Wasserströmung bewegtes Wasserrad und das von Tieren im Kreis angetriebene Göpelschöpfwerk Sakia.